# Scatophila modesta
Scatophila modesta är en tvåvingeart som beskrevs av Becker 1908. Scatophila modesta ingår i släktet Scatophila och familjen vattenflugor. Inga underarter finns listade i Catalogue of Life.